# Mario Gensollen
Mario Gensollen (Callao, 1927 - 1994) fue un nadador y cantante peruano. En su etapa como deportista representó a su país en los Juegos Bolivarianos y en el Campeonato Sudamericano de Natación. 

## Trayectoria
Participó en los Juegos Bolivarianos de 1947 donde logró el primer lugar en los 100 metros estilo libre.
En el Campeonato Nacional de Natación de 1950 logró el primer lugar en 200 metros estilo libre y en la posta  4 x 100 metros con el equipo del Callao.  Fue récord nacional en 100 metros estilo libre en la década de 1950.
Logró dos medallas de oro en los Juegos Bolivarianos de 1951 en 4x100 metros y 4x200 metros.
Tras su retiro de la actividad deportiva se dedicó a la música e hizo carrera artística como tenor.